# Гојко Шурлан
Гојко Шурлан (Деветаци, код Босанског Новог, 12. јул 1909 — Београд, 3. фебруар 1951), учесник Народноослободилачке борбе, мајор Југословенске армије и народни херој Југославије.

## Биографија
Рођен је 12. јула 1909. године у Деветацима, код Босанског Новог. Одмах по завршетку Првог светског рата, 1918. године, умро му је отац Марко, који се вратио са фронта. Тада је бригу о породици — пет синова и две кћери, преузела мајка. Због лоших материјалних услова, Гојко није ишао у школу, већ је са 14 година почео да ради. Најпре је радио као физички радник, а потом се запослио као рудар у руднику „Љешљани“. Године 1934. умрла му је и мајка, па је сва брига о породици спала на њега — једног брата је школовао у Приједору, а двојицу је послао, преко „Привредника“, на занат у Београд. У једној рудничкој несрећи, био је теже повређен и тада је остао без три прста на десној руци.
Као млади радник приступио је радничком покрету и био један од најистакнутијих активиста за радничка права у руднику. Године 1940. примљен је у чланство Комунистичке партије Југославије (КПЈ). После Априлског рата и окупације Краљевине Југославије, 1941. године, Гојко је заједно са својом браћом и сестрама, учествовао у припреми оружаног устанка на Козари.
У једној од првих устаничких акција — нападу на рудник у Љешљанима, 30. јула 1941. године, као стручњак за руковање експлозивом, разорио је електричну централу, жичару и друге погоне рудника, тако да је овај рудник остао онеспособљен до краја рата. Убрзо потом, по формирању Љешљанског партизанског одреда, постао је десетар. У јесен 1941. године, приликом упада усташа из Костајнице у село Гумњане, где су извршили масовни покољ, страдали су Гојкова супруга и двоје деце. После тог злочина, на народном збору у селу Мљечаници, Гојко се залагао за братство и јединство свих југословенских народа у борби против окупатора, говорећи да за усташке злочине није крив ни хрватски ни муслимански народ, већ „његови изроди“ — усташе.
У борби на Мраковици, 5. децембра 1941. године, предводио је бомбашку групу, са којом је уништио усташки ров и запленио два тешка митраљеза. У борби на Билу, упао је у групу Немаца и осам их убио. У борби код Козић камена, допузао је до непријатељског бункера, ухватио и искренуо непријатељску митраљеску цев, која је вирила кроз пушкарницу. Тада је био рањен. Кад је, после ослобођења Козарца, 16. марта 1942. године, формиран Козарски ударни батаљон, Гојко је постављен за заменика командира вода у Другој чети. Са овим батаљоном учествовао је у многим борбама, од којих се истичу — борбе са четницима на Голешима и Хан Колима на Мањачи, на Шњеготини и Поезни у централној Босни. Посебно се истакао у борби на Каперачу, када је, са добровољцима из Друге чете, разбио четничку блокаду.
Ударни батаљон се вратио у ослобођени Приједор, крајем маја 1942. године, непосредно пред почетак непријатељске офанзиве на Козару. За време офанзиве, Гојку је, као искусном рудару, била поверена изградња база за рањенике, који нису успели изаћи из окружења током првог пробоја обруча. Када је септембра 1942. године формирана Пета крајишка козарска ударна бригада, Гојко је постављен за политичког комесара чете у Првом батаљону. Са бригадом је учествовао у борбама за ослобођење Бихаћа и Босанске Крупе; у разбијању утврђене непријатељске линије Миска Глава–Сухача, новембра 1942. године. Тада је Гојко са групом бораца-добровољаца, успео неопажено да прође између бункера и нападне непријатеља са леђа, чиме је доста допринео освајању упоришта на Сухачи.
Током Четврте непријатељске офанзиве, учествовао је у жестоким борбама за заштиту партизанских болница на Грмечу. Када је, маја 1943. године, Пета крајишка бригада прешла у централну Босну, Гојко је постављен за политичког комесара болнице Једанаесте крајишке дивизије, која је била смештена у селу Чечави, код Теслића. Његовом заслугом, приликом једног непријатељског напада на болницу, успео је да организује одлучну одбрану, у којој је непријатељ задржан све до доласка најближе партизанске јединице. У време Сремског фронта, 1944/45. године, постављен је за обавештајног официра.
После ослобођења Југославије, наставио је професионалну каријеру у Југословенској армији (ЈА), у којој је имао чин мајора.
Умро је 3. фебруара 1951. у Београду, од последица срчаног удара.
Нослиац је Партизанске споменице 1941. и других југословенских одликовања. Указом председника ФНР Југославије Јосипа Броза Тита 24. јула 1953. постхумно је проглашен за народног хероја Југославије.